# Palet breton (pâtisserie)
Pour les articles homonymes, voir Palet, Palet breton et Palet (cuisine).
Le palet breton ou sablé breton est un biscuit sablé et une spécialité culinaire traditionnelle emblématique de la cuisine bretonne, à base de pâte sablée (beurre demi-sel, jaune d'œuf, farine, sucre).

## Histoire
Variante des galette bretonne, gâteau breton, ou quatre-quarts breton, il est épais d'environ 1,5 cm, et contient en moyenne 20 % de beurre demi-sel.

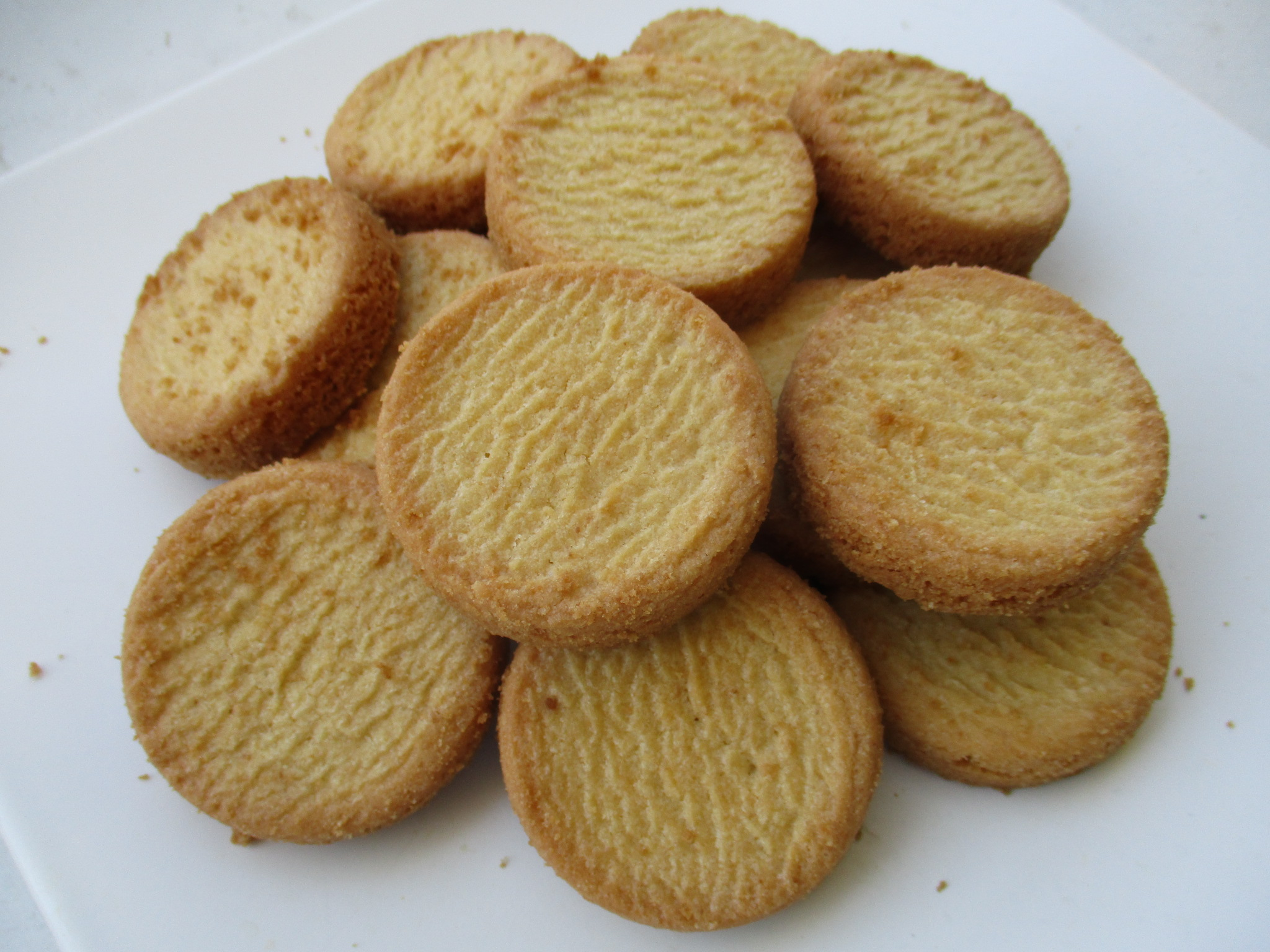
Palets bretons
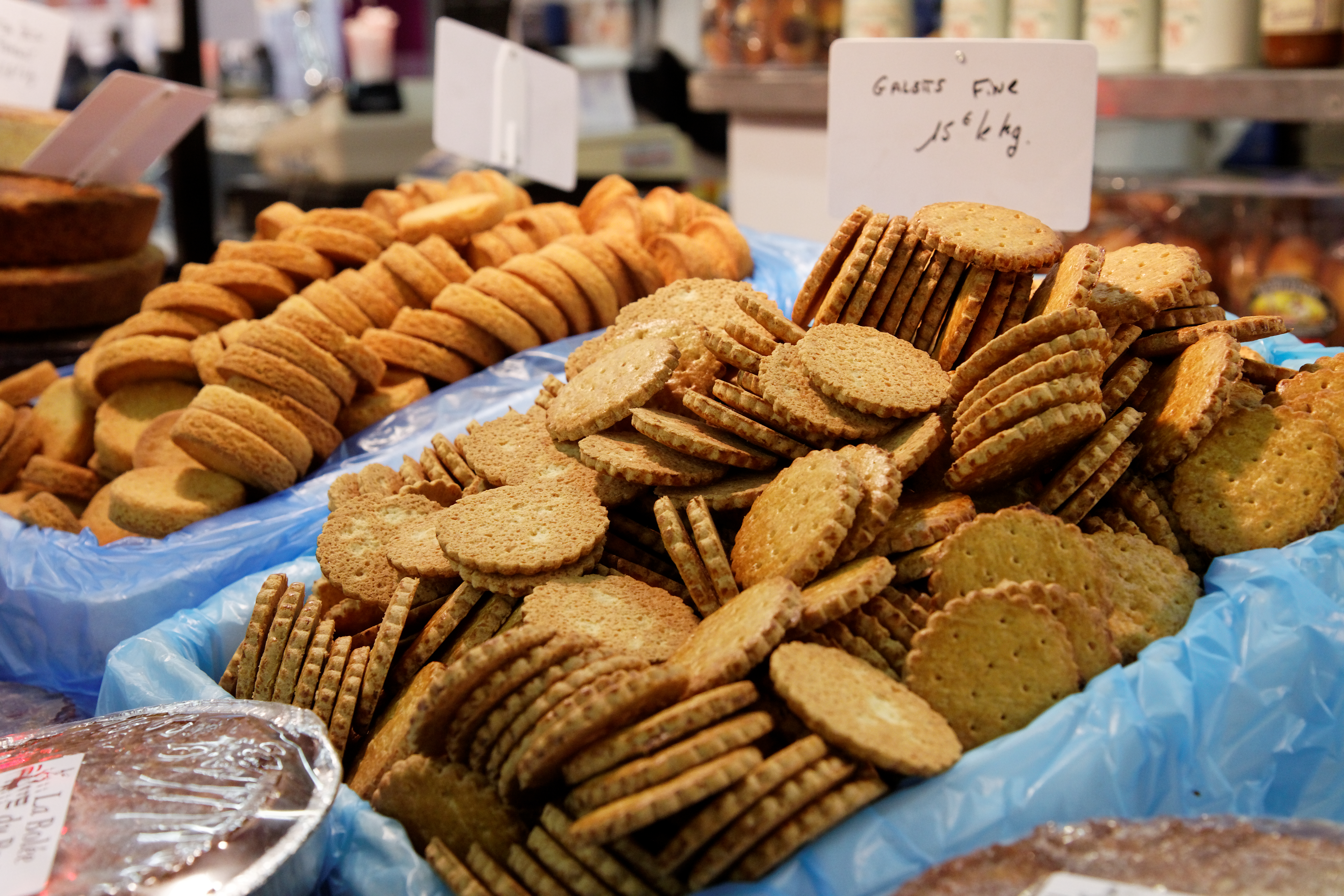
avec des galettes bretonnes

Inspiré du succès des sablés et des galettes bretonnes, il est créé en 1920 par Alexis Le Villain, boulanger de Pont-Aven dans le Finistère,,,,. Son nom est inspiré du jeu breton de palet breton (ou palet sur planche) dont les éléments métalliques sont de la forme du biscuit,. Il le commercialise avec succès sous la marque Traou Mad (bonnes choses, en breton) « Palets de Pont-Aven Traou Mad » jusqu’à ce jour,,, repris et fabriqué depuis par de nombreuses biscuiteries bretonnes.
En 2018, le palet breton fait son entrée dans la nouvelle édition du Petit Larousse illustré, avec la définition « Biscuit rond et épais confectionné avec une pâte riche en beurre »,.

## Label qualité
Un dossier de demande d'obtention d'une indication géographique protégée (IGP) pour la galette bretonne et le palet breton est déposé depuis 2012.